# Мирисса
Мирисса — городок на юге Шри-Ланки, входит в округ Матара в составе Южной провинции. Расположен на берегу залива Велигама.

## История
Мирисса является крупнейшим рыболовным портом на южном побережье и известна своим тунцом, кефалью, окунем и масляной рыбой. В 1980 году было построено первое туристическое жилье, но только в середине 1990-х годов туризм в город начал резко расти.
Мирисса пострадала от цунами, вызванного землетрясение в Индийском океане в 2004 году. При этом многочисленные дома, гостевые дома, магазины, школы и храмы были разрушены или повреждены, 14 человек погибло.

## Транспорт
Мирисса находится на шоссе A2, соединяющим Коломбо с Веллавайей.
Железнодорожная станция Мириссы расположена примерно в 2 километрах к востоку от Мириссы, на Прибрежной линии, соединяющей Коломбо с Матарой.